# 佛萊迪餐館之五夜驚魂：姊妹地點篇
《玩具熊的五夜后宫：姊妹地點》是史葛·戈晃（Scott Cawthon）於2016年10月8日透過遊戲平台Steam發表的獨立遊戲。遊戲類型為恐怖生存遊戲。

## 故事
玩家扮演晚間來到「馬戲團寶貝出租及娛樂公司」（Circus Baby's Rentals and Entertainment）工作的某人，透過智能系統「手掣」指導，在各房間以「操控电擊」將活動異常的機器人偶帶回應有的舞台之上。其後，另一把聲音切入，告訴玩家角色需要適時違抗「手掣」的指令，並以不同形式躲藏準備攻擊的人偶，設法將不時壞掉的事物成功修好。於不同的選擇下，玩家角色前方將會是一個絕妙的陷阱，或是一個久別的重逢。

## 遊戲形式

玩家在配電室必须与欢乐佛莱迪对抗，同时重启所有电源

玩家以第一人稱視角，依照智能系統「手掣」或「馬戲團貝比」的指示，完成任務。與前幾作相異的是，玩家能在各個夜晚參觀不同的房間，不再是只待在一個固定點進行點擊。地圖分為初始位置的電梯（Elevator）、中央控制室（Primary Control Module）、歡樂綜藝館（Funtime Auditorium）、配件服務房（Parts & Service）、私人房間（Private Room）、挖取室（Scooping Room）、馬戲團控制室（Circus Control Room）、馬戲團寶貝綜藝館（Circus Baby's Auditorium）、芭蕾拉藝廊（Ballora Gallery），以及配電室（Breaker Room）。此外，遊戲時間完全取決於劇情進展的速度，換言之，每晚的遊玩時間有長有短。雖然絕大部分時間，玩家需要聽從指示，但偶爾也有違背的空間，不同的選擇下能觸發不同的劇情，甚至導致截然不同的結局。
更新以後，完成所有結局將解開自訂晚上。該關卡以私人房間的定點生存遊戲為基礎，並讓玩家選擇10名角色的不同組合和難易度。完成特定組合的最高難度將會揭示緊接真結局的故事。每完成指定的條件，都可在標題畫面獲得星星作為認證，包含完成真結局，完成隱藏小遊戲，完成假結局以及所有的自訂夜晚(very hard難度)的關卡(總共四顆)

## 其他背景設定
本遊戲的故事元素相當隱秘，大部分為經過玩家仔細留意、推斷和組織下才顯得相對完整，讓整個故事背景進一步顯示出來。另外，雖為外傳性質，本作仍與過去系列小說和遊戲內容有不少互動。
地點的狀態
本作起初透過手掣介紹一眾人偶是供作日間私人派對之用，而主角身份是某個演出場地的夜間維修技工。但從實際畫面推斷，可見發現這個地點早已因為某些危險狀況被封閉，後期亦顯示有人進去主要是處理遺留的物品，只是人工智能繼續以地點正常對外運作的前提進行指導。
有推斷指封閉的原因可能是早期作品宣傳中所提及的氣體洩漏，亦有可能是寶貝親身論述和死亡隱藏遊戲所展示，一場殺死女孩的事故。而宣傳中有提及名字——「馬戲團寶貝的披薩世界」（Circus Baby's Pizza World），亦充分展示了地點過去的用途與中間曾有翻天覆地的改變。不過無論如何，結果都會透示主角是就著這些契機潛入，以達成自身目的，而非純綷前來工作。
真假結局
本作按照玩家最後的選擇，將會達成兩個不同的結局。
其中有人推斷真結局連上了系列遊戲和小說的世界。透過過場與真假結局最後的女孩說話，有推斷指主角應為本作人偶創作者的兒子，而其妹妹則被人偶殺死，靈魂則附身其中。
假結局方面，必須完成隱藏遊戲(扮演馬戲團貝比送冰淇淋給所有小孩)後才能更進一步發生的劇情，是確定主角在這故事路線中已經知道整件事的真相和地點的所有運作，並通曉真正讓自己和人偶得到解脫的方法，不為言語所左右。有人指出假結局內容讓本作作為單一遊戲顯得完滿，但諷刺的是經過繁複程序去達成以後，內容很大可能不會與正傳故事接軌。
實驗室說和時序
在配電室的系統中，可以見到本作三個表演場地均暗地裡連上了疑似第4作的遊戲舞台。另外在假結局最終房間中，按入1983的密碼，將會令電視螢幕出現第4作的遊戲舞台畫面，桌面亦出現了手持對講機的弗雷德熊絨毛玩具。
有研究指這設計顯示第4作所發生的可能全是本作地點以內的模擬現實實驗，當中的創造者是為了測試兒童恐懼的反應而將它們綁架，置於無法分清真實與假象的狀況。亦有推算指這是要印證第4作內容的發生時間為1983年，以及本作時點相距不遠的狀況。
其他前作關係
本作設定「馬戲團寶貝」的品牌是在「費斯熊弗雷迪的披薩餐廳」一次關閉後開展，場內亦出現了最早期餐廳的兩用裝束。這對應了第3作錄音中提到的事情，亦極有可能對應了第2作開場提到「費斯熊弗雷迪的披薩餐廳」曾經因事故關閉的情形。
在乘搭電梯時要輸入名字的電子螢幕板上面，有張小紙條貼在上面寫著「Mike」，似乎與第1代玩家角色「麥克·史密（Mike Schmidt）」有關連。而對應結局，這可能代表系列大部分的玩家角色都是「麥可·阿夫頓」的偽裝。
在主要工作室內，會隨機看見於《五夜世界》中出現的盧比特臉具。這可能暗示《五夜世界》中不少角色均為主線世界觀中確實存在的商品角色。

## 登場角色
麥可·阿夫頓（Michael Afton）
本作主角，於更新內容揭示其名字，操英國腔聲音的成年男子。
根據推斷，有一名被貝比殺害的姊妹。冒險闖入的原因，似乎是為了遵從父願跟這個地點的人偶們作個了斷。
但也因為被機械玩偶誤認為是他爸爸，而被當成人皮外套穿上並幫助了埃納德逃出地下設施。
馬戲團貝比（Circus Baby）
帶有女性特徵的小丑人偶，身處馬戲團寶貝綜藝館。有兩個褐色(或金色)的雙馬尾，長相酷似第四代主角在小遊戲中搭訕過的女孩。
不時向玩家說話和提供協助，會不時叫玩家違抗「手掣」的指令。在最後一晚可親眼看見她的金屬外殼。
過去曾在房間只剩一個女孩時殺死對方，受害者推斷極大可能是玩家的姊妹、人偶設計者的女兒，並被其靈魂附身當中，證據在機器人瞳色由藍轉綠。最初聲稱不知道玩家是誰，但實際上誤會玩家是主角的父親。
芭蕾拉（Ballora）
身材高大，佈滿舞裙裝飾的女性人偶，眼晴常閉。 身處芭蕾拉藝廊，擅於以聲音感知他人存在。於第二夜前往配電室途中會設法抓住玩家，並在移動時播放音樂Crumbling Dreams。若聲音過大，玩家必須停下腳步等待她遠離，否則就會被攻擊。
在自訂夜晚中，會在移動時播放音樂，玩家要仔細聆聽聲音的來源，並關閉正確的閘門才能避免受攻擊，若電力歸0時，也會遭受她的攻擊(無論關卡本身是否有她的出現)。
歡樂弗雷迪（Funtime Freddy）
以紫紅和白色為主調的熊型機械人偶，右手穿著邦尼手偶，兩者能互相對話。第二夜身處配電室，只會在玩家使用設備時接近。可以按空白鍵播放邦尼的聲音，誘使他返回舞台。第三夜則出現在配件房，處於關機狀態。
在自訂夜晚中，則會隨機在某一側走道出現，玩家可透過聲音和語句所提供的線索，來關閉正確的閘門以躲避他的攻擊。
邦尼（Bonnie）
歡樂弗萊迪右手上的藍色兔子玩偶，暱稱邦邦（Bon Bon）。按下歡樂弗萊迪的內部按鈕後會啟動。在第三夜試圖點擊邦尼按鈕的情形下按錯部位或拖延太久，都可能招來攻擊。
於自訂夜晚中，會協助歡樂弗萊迪來攻擊玩家。
邦妮特（Bonnet）
自訂夜晚的新增角色，粉紅色的兔子玩偶，為邦尼的女性版本。她會不定時出現在房間中，如果未能即時點擊她的鼻子會受到攻擊。
歡樂霍斯（Funtime Foxy）
以紫紅和白色為主調的狐狸型機械人偶。身處歡樂綜藝館，擅於在黑暗環境活動。在第三夜玩家可以盡量閃光來確認其位置，等到它從眼前消失再前進。此外，在第三夜最後一定會遭受它的攻擊。
長相幾乎和二代中的狐狸蔓果無異，色調也一致。
在自訂夜晚中，則會躲在簾幕後面蓄勢待發。如同第一作的霍斯，玩家需要不時透過監視器觀察她的行蹤，以減緩她的腳步。
比迪巴（Bidybab）
貝比的夥伴。外表稚嫩，力量強大的小型人偶。躲在馬戲團控制室的桌子下，出現前會有獨特的金屬敲擊聲。玩家要全力用板子阻擋攻擊，且盡量不要有眼神接觸。在自訂夜晚中，則會從通風管進攻，玩家必須利用聲音線索以及監視器畫面，適時地關閉閘門。
電力比迪巴（Electrobab）
自訂夜晚的新增角色，為比迪巴的男性版本。會不定時地出現而加快電力消耗的速度，玩家要先用監視器找到他並啟動控制衝擊來令其消失。
迷你瑞娜（Minireena）
芭蕾拉的夥伴。對外顯出傀儡般殘酷的笑容。神出鬼沒，在第四夜若玩家未能即時處理一個兩用套裝的所有彈簧鎖，他們便會趁機爬入攻擊。除此之外，如果多次被芭蕾拉攻擊而失敗，會在重新遊戲後，出現於中央控制室（Control Module）的左方桌上，但不具攻擊性。
在自訂夜晚中，則會破壞氧氣設備，玩家需要先用監視器找到她們並啟動控制衝擊，才能使氧氣恢復正常的供應。
迷你瑞娜2（Minireena2）
她們會在自訂夜晚裡，一個個地出現在玩家眼前並遮住部分的視線(不包括監視畫面)，而且沒有方法能趕走她們(總共5隻)。
埃納德（Ennard）
隱藏角色，從凌亂的電線和多顆眼球推測是所有機器人偶的合體。會在第五晚攻擊沒有及時順從指示的玩家。自稱"我們"。面具位於中央控制室（Control Module）正上方，於第五夜取走。
根據推論，其為一切的幕後黑手，是為一眾人偶期望一同出外，而深謀遠慮地暪騙玩家走入陷阱的存在，於真結局中殺死主角，並於最後畫面顯示它穿上主角的外皮，成為粉絲們所認知的紫色的人（Purple Guy）。會在假結局中隨主角回到家中。
於更新的內容顯示人皮後來腐爛，令旁人為之側目。最後決定脫離人皮，逃到地底，但本應死去的主角卻沒死透，反而讓人皮重新站起來，模樣和紫色的人無異。
手掣（Hand Unit）
管理整個地方的人工智能。物如其名，會與玩家帶來的一個手掣系統連結，給予玩家進行晚間維修工作的指示。
疑似從第二夜開始被埃納德不時駭入。
未知名的男子
本作開場動畫出現的人物之一，名字未提及，可能是董事會成員之一。
阿夫頓先生（Mr. Afton）
本作開場動畫出現的人物之二，似乎是本作機械偶的設計師。操英國腔。
與系列小說《銀色的雙眼》有關係。根據內容推斷，全名為「威廉·阿夫頓」（William Afton），亦是系列兒童失蹤事件的幕後黑手。
在自訂晚上最終動畫，出現了三代地點「費斯熊的恐怖：驚悚遊樂體驗」遊樂設施，並發現彈簧陷阱(本身是威廉·阿夫頓)其實沒被大火給燒死。
央道（Yenndo）
在第三晚的歡樂綜藝館內，隨機於閃光瞬間顯現，不具攻擊性。由於眼睛是金色，且右手完整，而被推測可能是歡樂弗萊迪的早期版本，或是黃金弗萊迪的金屬骨架。
於更新後成為自訂晚上登場的角色，並會隨機出現在房間中，需要開啟監視器來讓他消失。
盧比特（Lolbit）
最早於《玩具熊的五夜世界》登場。造型面具隨機於中央控制室出現。
於更新後成為自訂晚上登場的角色。當玩家發現她的影像出現在前方的電視畫面時，只要輸入LOL便能讓她消失。

## 回响
《玩具熊的五夜后宫：姊妹地点篇》的评语大致上都为正面评语。玩家们都称赞游戏里的配音、背景音乐和幽默都达到应有的目的。GameRankings给予了67.5分的评分，而Destructoid也给了10分满6分的评价，GameCrate则是给予了10分满7.5分的不错评语。The All State网站的鉴定家之Shelby Watson给了这款游戏正面的评价，称赞这个游戏的品质比得上第一作，但不像第一作，这次游戏不允许玩家单靠肌肉和记忆处理玩法。她表示：“每一晚都很不一样，想要像老习惯一样放松游玩根本不可能。游戏变得很多，你被强迫适应并一直保持在座位边缘，等待即将来临的事物。”

## 外部連結
- 遊戲開發者資訊網站 （页面存档备份，存于）
- Five Nights at Freddy's: Sister Location （页面存档备份，存于）在 Steam
- Custom Night: Coming Soon! （页面存档备份，存于）在 Steam